# Islámská vojenská protiteroristická koalice
Islámská vojenská protiteroristická koalice (arabsky التحالف الإسلامي العسكري لمحاربة الإرهاب‎; anglicky Islamic Military Counter Terrorism Coalition (IMCTC)) je mezinárodní protiteroristická vojenská aliance 42 zemí Islámského světa. Byla založena v roce 2015 nejdříve pro spolupráci ve válce proti Islámskému státu a poté i proti dalším teroristickým hrozbám. Koalici oznámil ministr obrany Saúdské Arábie Muhammad bin Salmán v prosinci 2015. Ústřední velení sídlí v Rijádu.
V době založení měla 34 členských států. V roce 2022 se rozšířila na současných 42 zemí. V roce 2017 se prvním velitelem koalice stal pákistánský generál a bývalý náčelník armádního štábu Ráhíl Šaríf.

## Historie
Zakladatelským cílem koalice bylo chránit muslimské země před hrozbou teroristických organizací bez ohledu na jejich ideologii nebo náboženství. Koalice oznámila, že bude postupovat v souladu s ustanoveními OSN a Organizace islámské spolupráce ohledně terorismu. Muhammad bin Salmán na ustavující tiskové konferenci uvedl, že koalice bude bojovat s terorismem v Iráku, Sýrií, Libyi, Egyptě a Afghánistánu.
Koalice nezahrnuje žádné státy s ší'itskou většinou (Irák, Írán, Sýrie). Někteří analytici viděli v utvoření koalice posílení vlivu Saúdské Arábie coby regionální velmoci v jejím konfliktu s Íránem. Irák koalici kritizoval coby „sektářskou“. Nicméně do koalice vstoupil Omán (kde dominuje ibádíja) i Libanon (který je nábožensky pluralitní).

## Členské státy
| Státy                   | Oznámení o členství | Vojenská role | Podporovatel | Odkazy               |
| ----------------------- | ------------------- | ------------- | ------------ | -------------------- |
| Afghánistán             |                     | —             | —            | [ 14 ]               |
| Bahrajn                 | Původní             | Ano           | Ano          | [ 15 ]               |
| Bangladéš               | Původní             | Ano           | Ano          | [ 3 ] [ 16 ] [ 17 ]  |
| Benin                   | Původní             | —             | —            |                      |
| Brunej                  |                     |               |              |                      |
| Burkina Faso            |                     |               |              |                      |
| Čad                     | Původní             | Ano           | Ano          |                      |
| Komory                  | Původní             | —             | —            |                      |
| Džibutsko               | Původní             | —             | —            |                      |
| Egypt                   | Původní             | Ano           | Ano          | [ 3 ]                |
| Gabon                   | Původní             | —             | —            |                      |
| Gambie                  |                     |               |              |                      |
| Guinea                  | Původní             | —             | —            |                      |
| Guinea-Bissau           |                     |               |              |                      |
| Jemen                   | Původní             | Ano           | Ano          |                      |
| Jordánsko               | Původní             | Ano           | Ano          | [ 3 ]                |
| Katar                   | Původní             | —             | —            |                      |
| Keňa                    | 1. září 2022        | Ano           | Ano          | [ 18 ]               |
| Kuvajt                  | Původní             | Ano           | Ano          |                      |
| Libanon                 | Původní             | —             | Ano          |                      |
| Libye                   | Původní             | Ano           | Ano          | [ 19 ]               |
| Malajsie                | Původní             | Ano           | Ano          | [ 20 ]               |
| Maledivy                | Původní             | Ano           | Ano          |                      |
| Mali                    | Původní             | —             | —            |                      |
| Mauritánie              | Původní             | Ano           | Ano          |                      |
| Maroko                  | Původní             | Ano           | Ano          |                      |
| Niger                   | Původní             | Ano           | Ano          |                      |
| Nigérie                 | Původní             | Ano           | Ano          | [ 19 ]               |
| Omán                    | 28. prosince 2016   | Ano           | Ano          | [ 4 ] [ 21 ]         |
| Pákistán                | Původní             | Ano           | Ano          | [ 22 ] [ 23 ] [ 24 ] |
| Palestina               | Původní             | —             | —            |                      |
| Pobřeží slonoviny       | Původní             | —             | —            |                      |
| Saúdská Arábie          | Původní             | Ano           | Ano          | [ 25 ] [ 26 ] [ 27 ] |
| Senegal                 | Původní             | Ano           | —            |                      |
| Sierra Leone            | Původní             | —             | —            |                      |
| Somálsko                | Původní             | Ano           | Ano          |                      |
| Spojené arabské emiráty | Původní             | Ano           | Ano          | [ 28 ]               |
| Súdán                   | Původní             | Ano           | Ano          |                      |
| Togo                    | Původní             | —             | —            |                      |
| Tunisko                 | Původní             | Ano           | Ano          |                      |
| Turecko                 | Původní             | Ano           | Ano          | [ 19 ]               |
| Uganda                  |                     |               |              | [ 28 ]               |

Podporující nečlenské státy:
- Spojené státy americké
- Spojené království
- Francie

## Velitelé
| Velitel             | Velitel | Národnost | Začátek funkce | Konec funkce |
| ------------------- | ------- | --------- | -------------- | ------------ |
| Generál Ráhíl Šaríf |         | Pákistán  | 6. ledna 2017  | Současný     |